# James reducerade produkt
Inom topologi, en del av matematiken, är James reducerade produkt eller James konstruktion J(X) av ett topologiskt rum X med given baspunkt e kvoten av den disjunkta unionen av alla potenser X, X2, X3, ... som fås genom att identifiera punkter (x1,...,xk−1,e,xk+1,...,xn) med (x1,...,xk−1, xk+1,...,xn).  I andra ord är den underliggande mängden den fria kommutativa moniden genererad av X (med enhet e). Den introducerades av Ioan James (1955).
För ett sammanhängande CW-komplex X har James reducerade produkt J(X) samma homotopityp som ΩΣX, looprummet av suspensionen av X.
Den kommutativa analogin av James reducerade produkt är den oändliga symmetriska produkten.